# (4268) Grebenikov
(4268) Grebenikov es un asteroide perteneciente al cinturón de asteroides, descubierto el 5 de octubre de 1972 por Tamara Mijáilovna Smirnova desde el Observatorio Astrofísico de Crimea (República de Crimea).

## Designación y nombre
Designado provisionalmente como 1972 TW3. Fue nombrado Grebenikov en honor al matemático y astrónomo soviético Yevgeniy Alexandrovich Grebenikov.